# Carrer del Bon Jesús (Salàs de Pallars)
El Carrer del Bon Jesús és una via pública de Salàs de Pallars (Pallars Jussà) inclosa a l'Inventari del Patrimoni Arquitectònic de Catalunya.

## Descripció
Sembla el carrer més antic del nucli antic i uneix la porta de la Casa Capitular amb la Plaça del Mercat.
Està travessat per la prolongació de l'església, que té l'altar més elevat, i al damunt de les arcades de volta rebaixada.
Forma un angle amb edificis de tres o quatre plantes d'alçada amb cellers que unien el subsòl, i golfes amb teulades volades sobre el carrer. A la cantonada que forma aquest carrer hi ha un accés que permet el entrar a la Torre de Barta, es tracta de la porta original a aquest immoble.
És part del conjunt medieval que conserva la tipologia del segle xv.

## Història
La població, esmentada ja el segle x, formà part del comtat, després marquesat, de Pallars.
El segle xv va ser l'època d'esplendor de la vila. Durant la Guerra dels Segadors hom hi encunyà moneda.